# Fušimi Inari taiša
Fušimi Inari-taiša (伏見稲荷大社) je glavno šintoistično svetišče kamija (božanstva) Inari, ki stoji v Fušimiju, predelu mesta Kjoto na Japonskem. Svetišče leži ob vznožju 233 m visokega hriba, prav tako imenovanega Inari, in vključuje steze navzgor do številnih manjših svetišč, ki se raztezajo na razdalji štiri kilometre in vzamejo približno dve uri hoje.
Inari je bil prvotno in ostaja primarno kami riža in poljedelstva, vendar pa ga trgovci in proizvajalci častijo tudi kot pokrovitelja poslovanja. Vsakega od približno desettisoč torijev Fušimi Inari-taiša je doniralo japonsko podjetje, od tega jih je približno 800 postavljenih v vrsti, da tvorijo tunel.
Zaradi priljubljenosti delitve in ponovne umestitve Inarijev (Kandžō (勧請)) naj bi imelo to svetišče kar 32.000 pod-svetišč (分社 bunša) po vsej Japonski.

## Zgodovina
Svetišče je postalo predmet cesarskega pokroviteljstva v zgodnjem obdobju Heian. Leta 965 je cesar Murakami odredil, da glasniki nosijo pisna poročila o pomembnih dogodkih kamiju, ki je varuh Japonske. Ti heihaku so bili sprva predstavljeni 16 svetiščem, vključno s svetiščem Inari.
Od leta 1871 do 1946 je bil Fušimi Inari-taiša uradno označen kot eden od Kanpei-taiša (官幣大社), kar pomeni, da je bil na prvem mestu med svetišči, ki jih podpira vlada.

### Strukture
Najzgodnejše stavbe so bile zgrajene leta 711 na hribu Inarijama v jugozahodnem Kjotu, vendar je bilo svetišče leta 816 na zahtevo meniha Kukaija prestavljeno. Glavna struktura svetišča je bila zgrajena leta 1499.
Na dnu hriba so glavna vrata (楼門, rōmon, »stolpna vrata«) in glavno svetišče (御本殿, go-honden). Za njimi, sredi hriba, je notranje svetišče (奥宮, okumija) dosegljivo po poti, obdani s tisoči toriji. Do vrha gore je več deset tisoč gomil (塚, cuka) za zasebno bogoslužje.

#### Senbon Tori
Vrhunec svetišča so vrste vrat torijev, znanih kot Senbon Tori. Navada darovanja torijev za uresničitev želje ali v zahvalo za uresničeno željo se je začela širiti od obdobja Edo (1603–1868), pri čemer so darovalci iz hvaležnosti seštevali zaporedna vrata do danes. Ob glavni poti je okoli 800 vrat tori.

## Lisica
Lisice (kicune), ki veljajo za glasnike, pogosto najdemo v svetiščih Inari. En atribut je ključ (za riževo kaščo) v ustih.
Za razliko od večine šintoističnih svetišč ima Fušimi Inari-taiša, v skladu s tipičnimi svetišči Inari, odprt pogled na glavni predmet čaščenja (ogledalo).
Risba Kijošija Nozakija Kicune: japonska lisica skrivnosti, romantike in humorja iz leta 1786, ki prikazuje svetišče, pravi, da je njegova dvonadstropna vhodna vrata zgradil Tojotomi Hidejoši.
Svetišče ob japonskem novem letu privabi več milijonov vernikov, 2,69 milijona za 3 dni leta 2006 po poročanju policije, največ na zahodu Japonske.
- Lisica drži ključ v gobcu pri glavnih vratih svetišča Fushimi Inari
- Lisica drži dragulj v gobcu pri glavnih vratih svetišča Fushimi Inari
- Skulptura lisice v svetišču Fushimi Inari-taisha
- Lisičji vodnjak v svetišču Fushimi Inari-taisha
- Drug pogled na lisičji vodnjak
- Lisičji oltar v svetišču Fushimi Inari-taisha

## Okolica
V pristopu k svetišču so številne slaščičarne, v katerih prodajajo cudžiura senbei (辻占煎餅), obliko piškotkov sreče, ki sega vsaj v 19. stoletje in za katere nekateri verjamejo, da so izvor ameriškega piškotka sreče.

## V popularni kulturi
- Gejša (Memoirs of a Geisha) (2005); ameriški epski dramski film v režiji Roba Marshalla in adaptaciji Robina Swicorda iz istoimenskega romana Arthurja Goldena iz leta 1997. Pripoveduje zgodbo o mladem japonskem dekletu Čijo Sakamoto, ki jo njena obubožana družina proda v hišo gejš (okija), da bi jih preživljala tako, da bi se izšolala za gejšo in sčasoma postala gejša pod psevdonimom Sajuri Nitta.
- Aria the Natural ep. 5 (2006); je japonska serija manga, ki jo je napisal in ilustriral Kozue Amano.
- Inari, Konkon, Koi Iroha (2010); je japonska serija manga, ki jo je napisal in ilustriral Morohe Jošida, ki je bila serijsko objavljena v reviji Young Ace Kadokava Šotena od avgusta 2010 do maja 2015. Televizijska priredba anime produkcije IMS je bila predvajana na Japonskem med januarjem in marcem 2014.
- Rurouni Kenšin, mesto baze Makoto Šišio; je japonska serija manga, ki jo je napisal in ilustriral Nobuhiro VWacuki. Zgodba se začne v 11. letu obdobja Meidži na Japonskem (1878) in spremlja nekdanjega morilca iz Bakumacuja, znanega kot Hitokiri Battosai.
- Kamen Rider Fourze ep. 33 (2012); je japonska drama tokusacu v seriji Kamen Rider podjetja Toei Company, ki je trinajsta serija v obdobju Heisei in dvaindvajseta nasploh.
- Samsara (film iz 2011) (2011); je ameriški nepripovedni dokumentarni film mednarodnih podob iz leta 2011, ki ga je režiral Ron Fricke in produciral Mark Magidson. Film je bil premierno prikazan na mednarodnem filmskem festivalu v Torontu leta 2011 in avgusta 2012 prejel omejeno izdajo. Samsara ni niti tradicionalen dokumentarec niti potopis, ampak ima obliko neverbalne, vodene meditacije.[7]
- Srednja šola Inari Tamamo-čan' ', od koder prihaja glavna junakinja duh lisice skupaj s svojimi brati in sestrami.
- Del igre Noh Kokadži se odvija v Fušimi Inari-taiša.[8]

## Galerija
- Pogled na jugozahodno krilo poti Senbon Torii.
- Pogled na severovzhodno krilo poti Senbon Torii.